# 金應洙
金應洙（韓語：김응수，1961年2月12日—），韓國男演員。

## 演藝簡歷
1976年以童星出道，1981年就讀首爾藝術大學三年級時出演了第一部舞台劇。
大學畢業後他赴日本留學，在今村昌平開辦的日本映畫學校裡學習電影導演。
1995年在韓日合作的電影《極道修行・決着》中首次客串演出，同時擔任日本組的副導演。

## 影視作品

### 電視劇
- 2006年：KBS《感謝人生》
- 2006年：KBS《雪之女王》飾演 李東述
- 2007年：KBS《漢城別曲-正》飾演 朴仁彬
- 2007年：MBC《李祘》
- 2008年：KBS《大王世宗》
- 2008年：KBS《我被你迷倒了》
- 2008年：SBS《風之畫師》飾演 張壁宿
- 2008年：KBS《彩票3人組》飾演 白斗植
- 2010年：KBS《推奴》飾演 李敬植
- 2010年：KBS《富翁的誕生》飾演 富貴鎬
- 2010年：SBS《壞男人》飾演 郭組長
- 2010年：KBS《逃亡者Plan.B》飾演 楊永准
- 2010年：KBS《近肖古王》
- 2011年：SBS《Sign》飾演 檢察部長
- 2011年：SBS《Midas》飾演 新興銀行行長
- 2011年：SBS《武士白東修》飾演 柳肖江
- 2011年：OCN《吸血鬼檢察官》飾演 劉元國
- 2011年：KBS《為了兒子》飾演 車章
- 2012年：SBS《工薪族楚漢誌》飾演 吳至樂
- 2012年：MBC《擁抱太陽的月亮》飾演 尹大亨
- 2012年：MBC《Dr. JIN》飾演 金炳禧
- 2012年：KBS《新娘面具》飾演 紺野浩二
- 2013年：KBS《職場之神》飾演 黃甲得
- 2013年：tvN《籃球》飾演 崔梯國
- 2014年：MBC《心懷叵測的恢單女》飾演 羅甲洙
- 2014年：tvN《花樣爺爺搜查隊》飾演 金榮哲
- 2014年：SBS《Punch》飾演 鄭國賢
- 2015年：KBS《朝鮮槍手》飾演 山本
- 2014年：KBS《甜蜜的秘密》飾演 千道亨
- 2015年：MBC《甜蜜的家族》飾演 白萬普
- 2016年：OCN《38師機動隊》飾演 趙常震
- 2016年：KBS《壬辰倭亂1952（朝鲜语：임진왜란 1592）》飾演 豐臣秀吉
- 2016年：MBC《獄中花》飾演 典獄署主簿
- 2017年：tvN《內向的老闆》飾演 殷福東
- 2017年：KBS《金科長》飾演 裴德浦
- 2017年：KBS《學校2017》飾演 梁道鎮
- 2017年：tvN《今生是第一次》飾演 南熙奉
- 2018年：tvN《陽光先生》飾演 金判書
- 2018年：KBS《車達萊夫人的愛情》飾演 金福南
- 2018年：KBS《可愛又可怕的他》飾演 義眼算命先生（特別出演）
- 2019年：JTBC《輔佐官–改變世界的人們》飾演 張春培
- 2019年：tvN《清日電子李小姐》飾演 吳萬福
- 2020年：MBC《上司實習生》飾演 李萬植
- 2020年：SBS《延遲的正義》飾演 姜哲宇
- 2020年：tvN《我的室友是九尾狐》申禹如變身人物（特別出演）
- 2021年:   京畿道株式會社《Delivery》飾演金特焌會長
- 2021年：TV朝鮮《結婚作詞，離婚作曲》飾演 判雯淏
- 2023年：MBN《完美的結婚公式》飾演 徐英均

### 電影
- 2003年：《愛上蛋白質女孩》
- 2003年：《家有艷妻》
- 2004年：《浪漫鬼屋》
- 2004年：《再見UFO》
- 2004年：《女老師VS 女學生》
- 2005年：《強力三班》
- 2005年：《那時候的人們》
- 2005年：《站前的明洙》
- 2005年：《我的結婚遠征記》
- 2005年：《雙胞胎》
- 2006年：《格鬥的技術》
- 2006年：《郡守與里長》
- 2006年：《沒禮貌的傢伙們》
- 2006年：《老師的恩惠》
- 2006年：《黑道千金逼我嫁3》
- 2006年：《老千》
- 2006年：《殘酷的工作》
- 2006年：《韓半島風雲（朝鲜语：한반도 (영화)）》
- 2007年：《美麗星期天》
- 2007年：《黃真伊》
- 2007年：《冥婚淒談》
- 2008年：《京城往事》
- 2008年：《奔跑吧，自行車》
- 2009年：《影子殺人》
- 2010年：《我的美女老爸》
- 2010年：《無賴刑警》
- 2010年：《被破壞的男人》
- 2010年：《愉快的殺人者》
- 2011年：《危險的相見禮》
- 2011年：《Super Star》
- 2011年：《情侶們》
- 2012年：《斷箭》
- 2012年：《與犯罪的戰爭：壞家伙的全盛時代》
- 2012年：《朝韓夢之隊》
- 2012年：《外事警察：別被那個男人騙》
- 2012年：《我是王》客串肉販
- 2013年：《王牌巨猩》
- 2015年：《危險的相見禮2》
- 2016年：《檢察官外傳》
- 2016年：《國家代表2》
- 2017年：《王的偵探事件簿》
- 2017年：《我的鄰居是吸血鬼》
- 2018年：《北風》飾演 金部長
- 2019年：《量子物理學》飾演 鄭甲澤
- 2023年：《非正式作戰》饰演 安企部部长

## 廣播節目
- 2020年至今：NAVER NOW.《應洙CINE》（節目主持）[1]

## 外部連結
- NAVER （页面存档备份，存于）
- 金應洙在Enjoy Movie上的電影作品列表